# (26330) 1998 WN5
1998 دابليو أن 5 (ويعرف أيضًا باسم (26330) 1998 دابليو أن 5 وفق تسمية الكوكب الصغير) (بالإنجليزية: 1998 WN5)‏ هو كويكب ضمن حزام الكويكبات؛ وترتيبه 26330 من حيث الاكتشاف.
اكتُشف هذا الجُرم الفلكي بواسطة تيتسوؤو كاغاوا في 20 نوفمبر 1998.

## وصلات خارجية
- (26330) 1998 WN5 في قاعدة بيانات مختبر الدفع النفاث لأجرام النظام الشمسي الصغيرة

- الاكتشاف · مخطط المدار ·  العناصر المدارية · المعلمات المادية

- (26330) 1998 WN5 على موقع ويكي سكاي: DSS2, SDSS, GALEX, IRAS, Hydrogen α, X-Ray, Astrophoto, Sky Map, Articles and images